# Natale Masuccio
Natale Masuccio (Messina, tra il 1561 ed il 1568 – 1619) è stato un architetto e gesuita italiano.

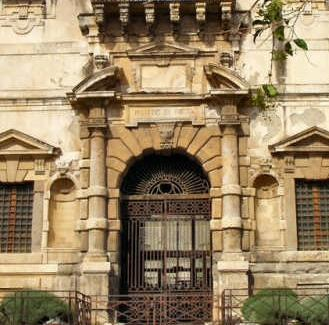
Il portale del Monte di Pietà a Messina

Fu uno degli architetti più importanti in Sicilia nel passaggio tra il manierismo ed il barocco.

## Biografia
Mancano notizie sulla prima parte della vita e sulla sua formazione iniziale. Entrato nell'ordine dei gesuiti venne inviato dall'ordine a Roma nel 1597, per perfezionare i suoi studi di architettura, forse iniziati a Messina, visto al momento della sua chiamata presso la sede centrale dell'ordine aveva già un'età matura. Probabilmente quindi Masuccio ebbe modo di avviare la sua prima formazione in un ambiente culturale molto vivace, come era l'ordine gesuitico a Messina, e può essere stato in contatto con Andrea Calamech, che collaborò anche con i gesuiti e che aveva portato a Messina i modi del manierismo toscano, che influenzarono e caratterizzarono l'opera di Masuccio. Altrettanto evidente l'influsso dello stile michelangiolesco di Giacomo Del Duca attivo a Messina nell'ultimo decennio del secolo. Non è comunque escluso che Masuccio abbia compiuto un viaggio a Roma anche prima del 1597.
A Roma Masuccio ebbe modo di consolidare la sua formazione tecnica, di conoscere le più recenti ricerche architettoniche che spaziavano fino ai primi episodi barocchi e di essere a contatto con personalità come Giacomo della Porta. Nel travagliato viaggio di ritorno fu catturato dai corsari e poi liberato da una nave dei Cavalieri di Malta con i quali giunse a La Valletta dove gli sono attribuiti progetti d'idraulica. Al suo ritorno in Sicilia nel 1602 venne utilizzato nella progettazione e nella supervisione dei lavori relativi alle realizzazioni edilizie dei gesuiti, come era consuetudine dell'ordine, divenendo il primo "architectus provinciae"  della Provincia gesuitica di Sicilia. 
Risulta documentata la sua attività per il cantiere del collegio di Caltanissetta, per il progetto di quello di Mineo e per il cantiere del noviziato dei gesuiti al noviziato al monte Tirone a Messina.
Nel 1603 è a Palermo dove interviene significativamente sul cantiere della chiesa della sede palermitana dei gesuiti, la cosiddetta Casa Professa. Nello stesso periodo progetta il noviziato di Palermo in cui utilizza il consolidato schema gesuitico basato su due cortili interni.
Uno dei suoi primi incarichi fu anche la progettazione del collegio dei gesuiti di Messina,  prototipo per tutti gli altri che venivano costruiti nell'isola, caratterizzati da un modello severo, con semplici lesene e fasce marcapiano, ed in cui il rilievo plastico è concentrato esclusivamente nel portale d'ingresso.
Lavorò esclusivamente in Sicilia e oltre che a Messina e Palermo, realizzò opere anche a Trapani, Sciacca e altrove.
Nel 1616, a seguito di un violento contrasto con il Padre provinciale, venne espulso dall'ordine e sostituito nella sua carica da Tommaso Blandino. Divenne architetto del Senato messinese che già nel 1611 lo aveva incaricato di realizzare un nuovo acquedotto cittadino e nello stesso anno progettò la sua opera più conosciuta, il Monte di Pietà di Messina che, compiuto per quel che riguarda il piano terra, fu completato dopo la sua morte e di cui rimangono alcuni resti, unica testimonianza, insieme al portale del collegio gesuitico, delle sue opere messinesi, per il resto completamente distrutte dal terremoto del 1908.

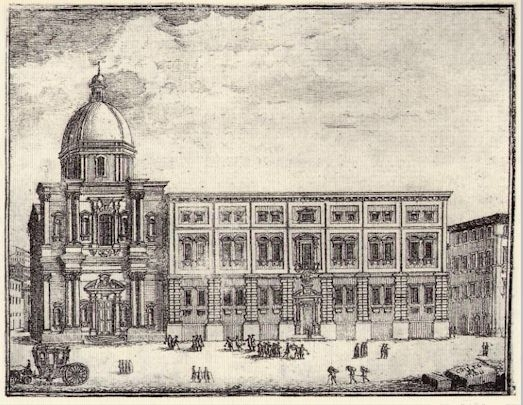
Il collegio dei gesuiti a Messina

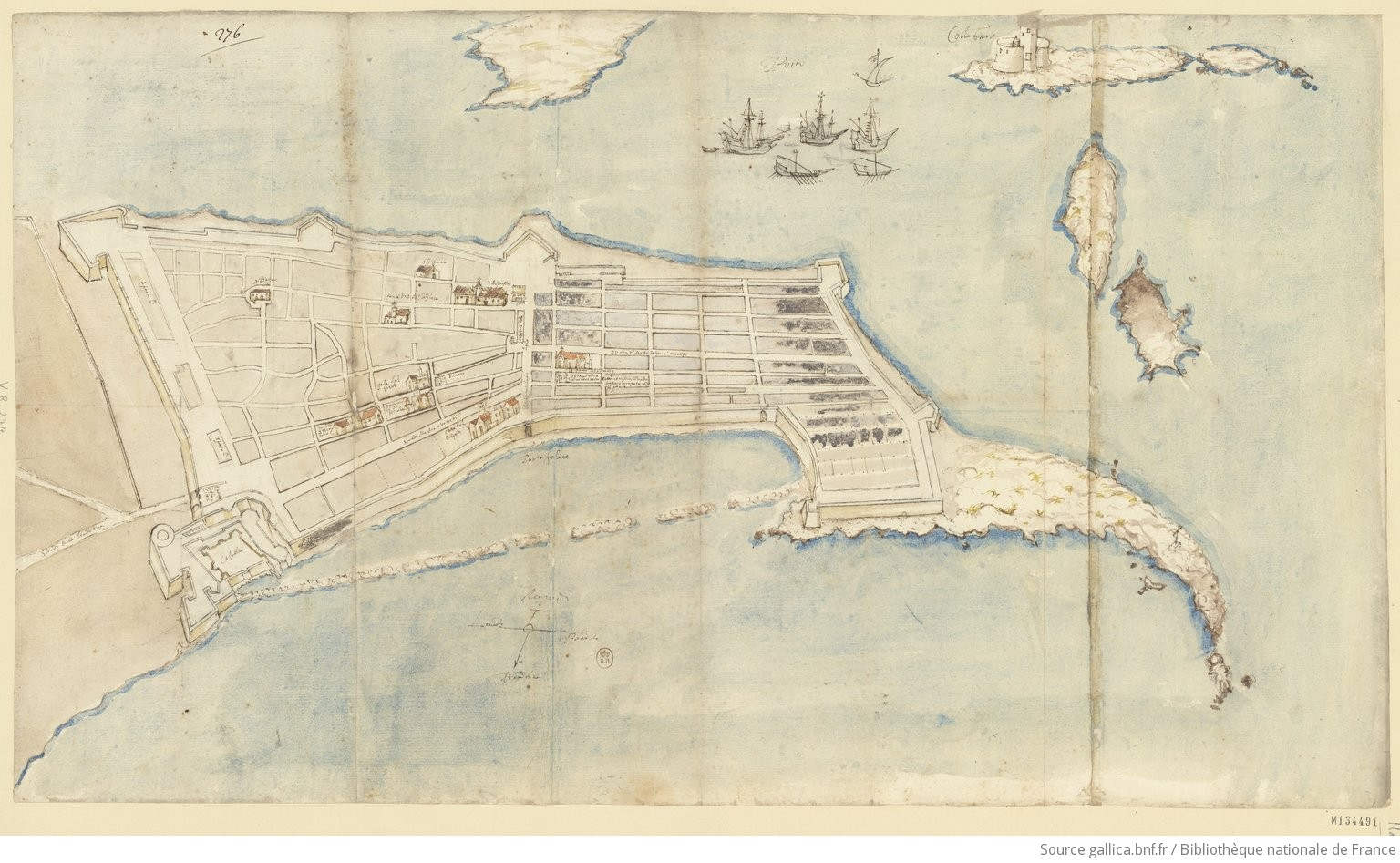
Pianta di Trapani redatta da Natale Masuccio per identificare i vari siti proposti per il collegio gesuitico, 1613, Biblioteca Nazionale di Parigi

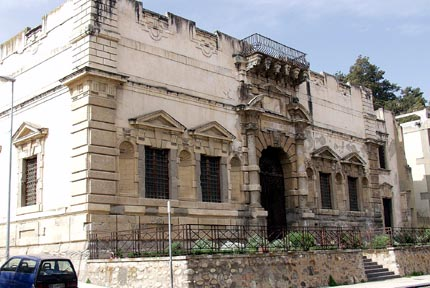
I resti del palazzo del Monte di Pietà a Messina.

## Opere
- Chiesa di San Nicolò dei Gentiluomini lavori di ristrutturazione della primitiva sede gesuitica, 1595.
- Collegio e chiesa dei Gesuiti di Caltanissetta, 1602.
- Collegio e chiesa dei Gesuiti di Mineo, progetto (1600 - 1602).
- Noviziato di Monte Tirone o Casa di Prima Probazione e Noviziato dei Padri Gesuiti sotto il titolo di «Santa Maria della Natività» al monte Tirone,[6] progetto, 1603.
- Progetto di trasformazione della chiesa di Casa Professa a Palermo (1603 - 1606). Intervenendo sul cantiere già avviato, dimostrò autonomia culturale ed autorevolezza, modificando lo schema planimetrico del primo progetto, conforme al consolidato modello gesuitico della chiesa ad un'unica navata,  eliminando i divisori tra le previste cappelle laterali e trasformando così la pianta della chiesa nello schema a tre navate.  Realizzò inoltre l'abside rotonda ed i transetti con terminazioni semicircolari. L'interno diviene, nelle successive trasformazioni, prototipo della fastosità pittorico-decorativa delle chiese gesuitiche e di altri ordini religiosi di Sicilia, soprattutto nella decorazione a marmi mischi che in seguito caratterizzò tutto il barocco siciliano.
- Collegio e chiesa dei Gesuiti di Messina (dal 1604, oggi distrutto). Fu progettato con il collaudato schema planimetrico a 2 cortili che prevedeva l'ubicazione delle scale all'incrocio dei corpi di fabbrica, i corridoi sui prospetti e le aule e i dormitori sui cortili interni, secondo un modello che la Compagnia definiva “modo nostro” e che derivato dal chiostro benedettino medioevale mirava a rendere collegate e organizzate, pur nella loro autonomia funzionale, le 3 parti dell'edificio: quella destinata alle scuole (area scholarum), quella per i religiosi (area collegii) e quella per la chiesa.
- Collegio e chiesa dei Gesuiti di Trapani (già iniziata nel 1614 gli viene attribuito pur in assenza di documentazione): la facciata  (attribuita da Marco Nobile a Tommaso Blandino) della chiesa ripropone lo spirito di molte chiese tardo-cinquecentesche romane cioè l'ordinato telaio di lesene semplici e binate distribuite in un doppio ordine. Ma Masuccio dà un risalto nuovo e vibrante a questo telaio. Inoltre viene arricchito dal gioco dei portali e dalle bizzarre mostre figurate delle finestre. L'architetto attinse al manierismo fiorentino e senese attraverso la mediazione romana (cfr. Palazzo Spada);
- Complesso gesuitico di Sciacca (1613 - 1617) gli è attribuito;
- Collegio dei Gesuiti a Noto vecchia (progetto del 1611); in stato di rudere a seguito del terremoto del 1693 ed al successivo abbandono dell'intero centro abitato.
- Noviziato dei Gesuiti e Chiesa di San Stanislao Kostka a Palermo (1603 - 1607): destinato a quartiere militare dopo la cacciata dei Gesuiti dall'isola nel 1767, fu devastato durante i moti del 1848 e successivamente andò in rovina. Rimane solo la chiesa annessa, la cui facciata è però del XVIII secolo.
- Acquedotto a La Valletta Malta, opera incompleta, 1610.
- Acquedotto a Messina, 1611.
- Il Monte di Pietà a Messina (a partire dal 1616). Progettato su incarico dell'Arciconfraternita degli Azzurri[7], alla sua morte risultava costruito il solo piano terreno caratterizzato da portale e cantonali a bugne rustiche riferibili al manierismo toscano. Completato per il livello superiore dopo la sua morte, fu gravemente danneggiato dal terremoto del 1908.

## Galleria d'immagini

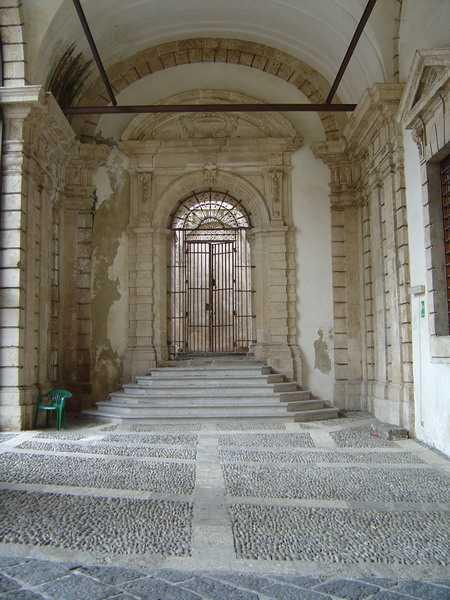
Monte di Pietà di Messina
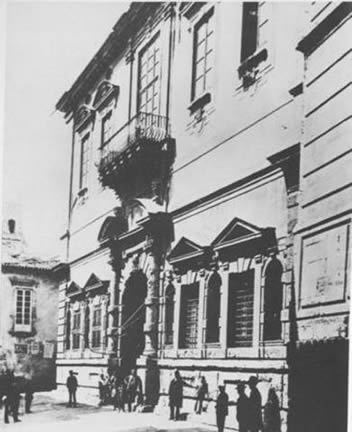
Monte di Pietà di Messina
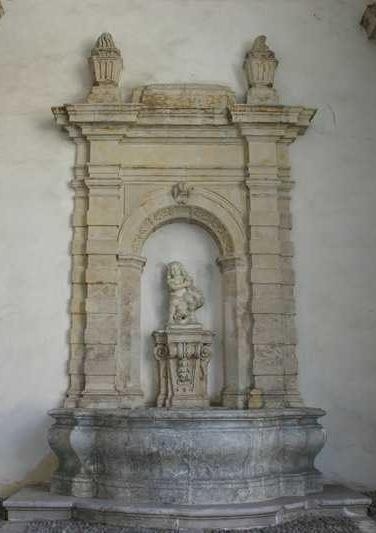
Monte di Pietà di Messina
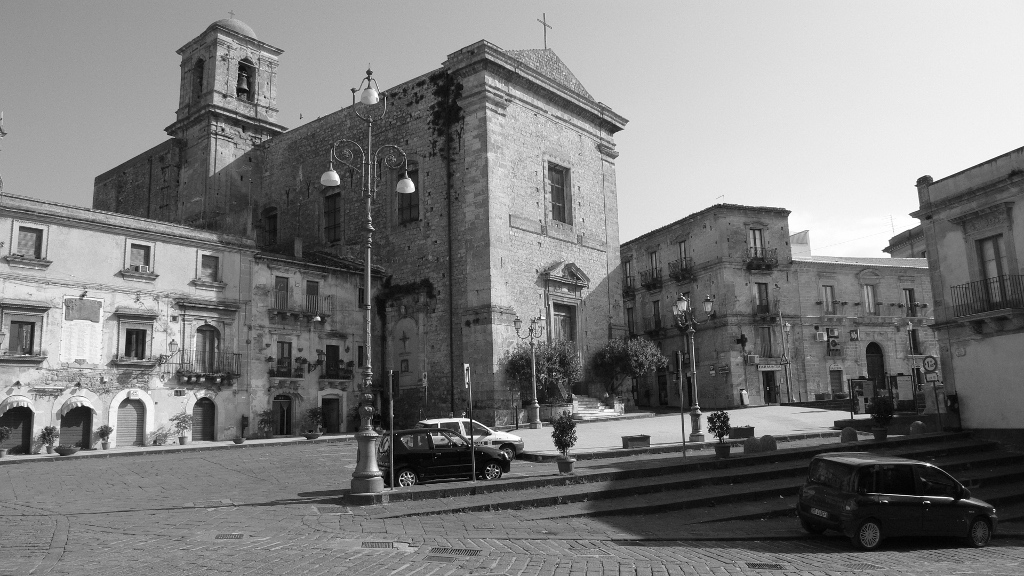
Chiesa di San Tommaso Apostolo al Collegio di Mineo
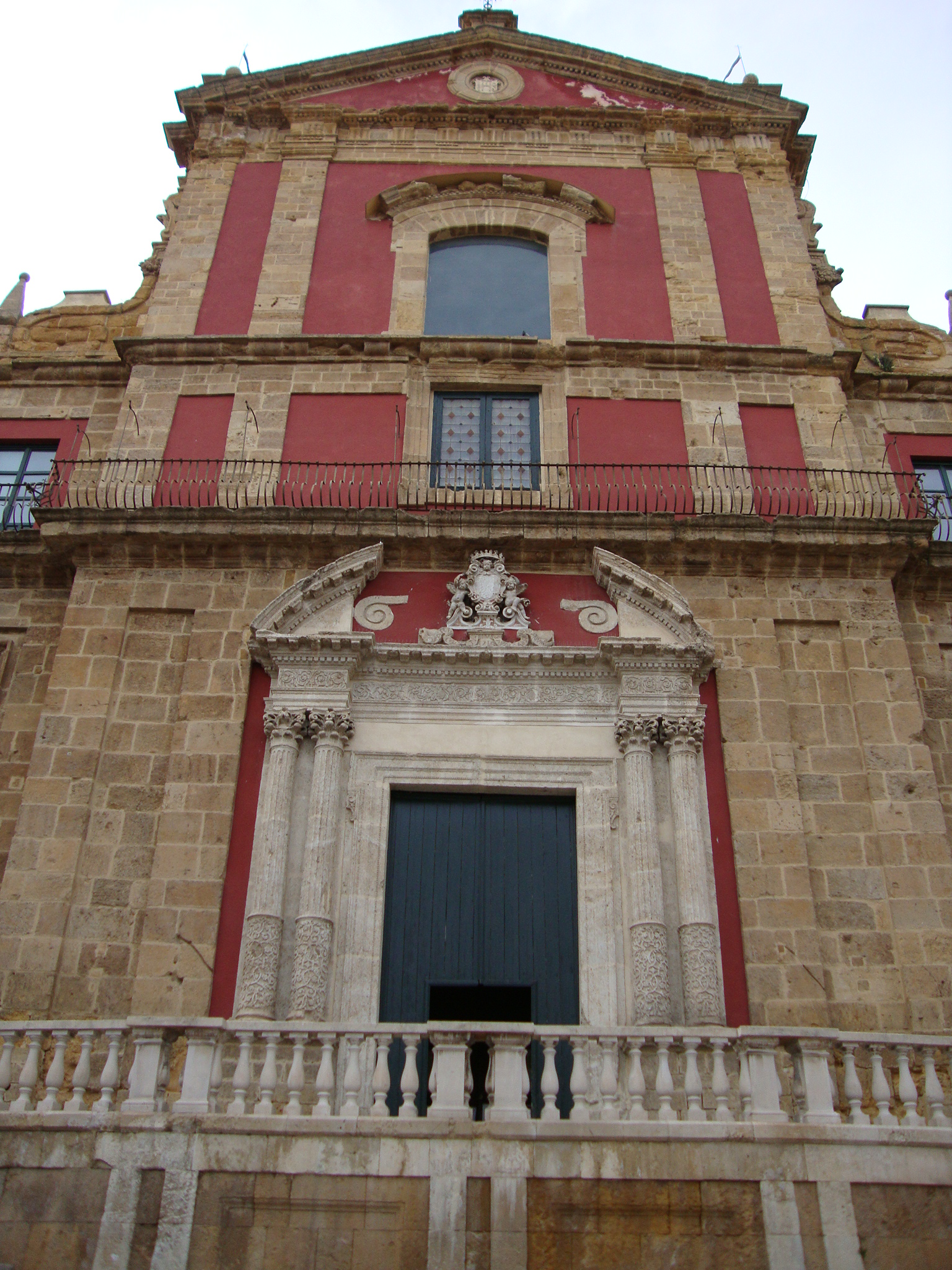
Chiesa di Sant'Agata al Collegio di Caltanissetta
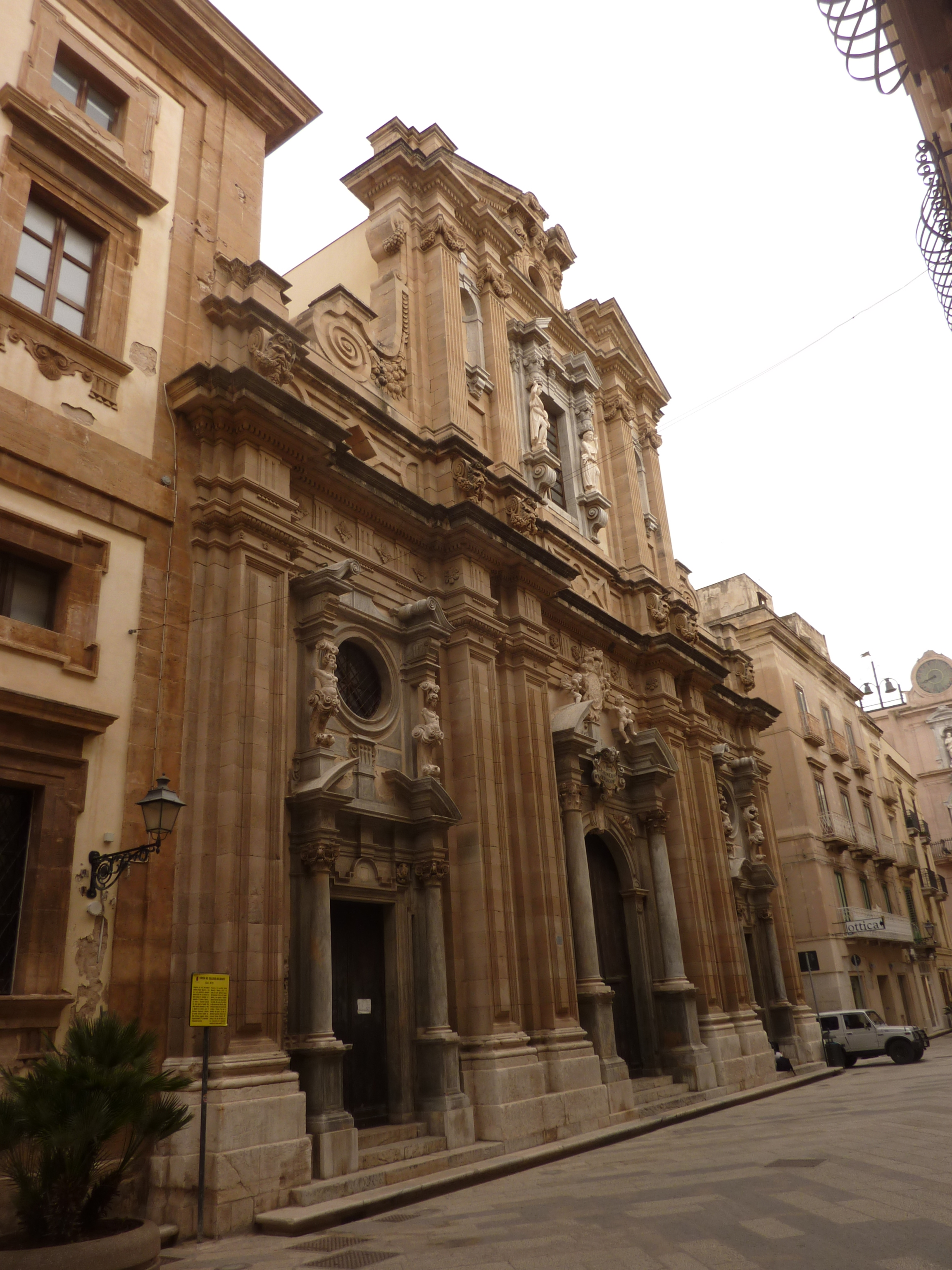
Chiesa dell'Immacolata Concezione al Collegio di Trapani
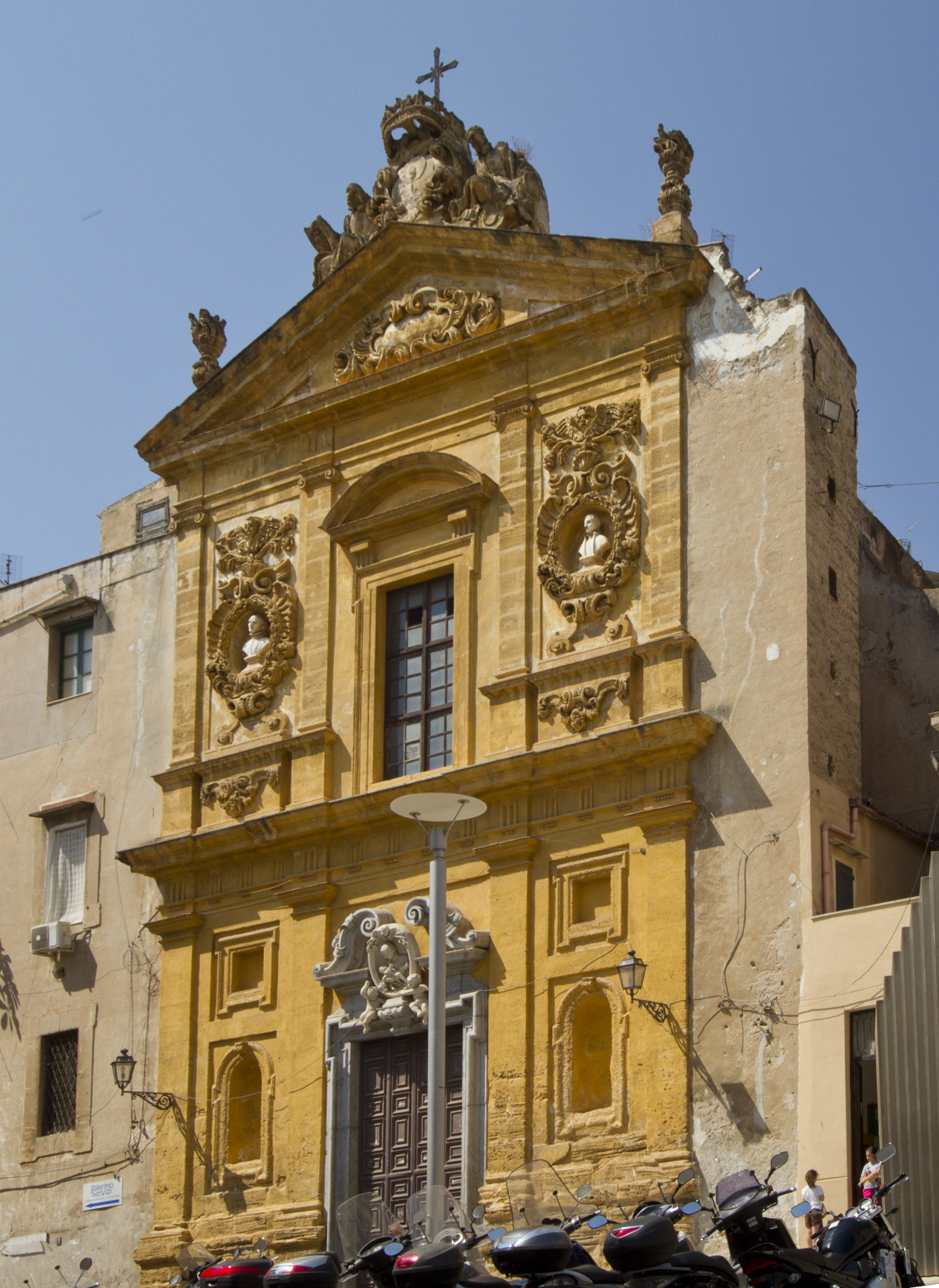
Chiesa di San Stanislao Kostka del Noviziato di Palermo